# Premiers Symptômes
Albums de Air
Moon Safari
(1998)
Premiers Symptômes, sorti le 24 août 1997, est le premier EP du groupe de musique électronique français Air. Il s'agit d'une compilation de morceaux réalisés avant Moon Safari. L'édition originale de 1997 ne contient que les cinq premiers morceaux. À la suite du succès de l'album Moon Safari en 1998, le groupe a publié le 6 septembre 1999 une nouvelle édition de Premiers Symptômes contenant deux morceaux supplémentaires en fin d'album: Californie et Brakes On, Alex Gopher "Gordini Mix".

## Liste des titres
Tous les titres sont produits par Air, sauf Modular Mix et Les Professionnels produits par Étienne de Crécy et Air ; et J'ai dormi sous l'eau avec Étienne Wersinger.
| 1.    | Modular Mix                          | Godin                   | 20/11/1995 | 5:59 |
| 2.    | Casanova 70                          | Godin                   |            | 5:53 |
| 3.    | Les Professionnels                   | Dunckel, Godin          | 12/07/1996 | 4:32 |
| 4.    | J'ai dormi sous l'eau                | Dunckel, Godin          |            | 5:42 |
| 5.    | Le soleil est près de moi            | Dunckel, Godin          | 04/07/1997 | 4:52 |
| 6.    | Californie                           | Dunckel, Godin, Latrobe | 09/02/1998 | 2:27 |
| 7.    | Brakes On, Alex Gopher "Gordini Mix" | Dunckel, Godin, Latrobe | 15/12/1997 | 4:20 |
| 33:45 |                                      |                         |            |      |

## Anecdotes
- Le titre Les Professionnels sera utilisé comme base pour la chanson All I Need sur Moon Safari[3]. Une autre version de ce titre, retravaillé et mixé par Etienne de Crécy apparait sur l'album Super Discount sous le nom de Soldissimo.